# Bungo Fukusaki
Pour les articles homonymes, voir Fukusaki.
Bungo Fukusaki (福崎 文吾, Fukusaki Bungo) est un joueur de shōgi professionnel japonais né le 6 décembre 1959 à Moriguchi.
Bungo Fukusaki a disputé quatre finales de titres majeurs de 1986 à 1992 et a remporté un Judansen et un Oza.

## Biographie et carrière
Bungo Fukusaki est né en décembre 1969 à Moriguchi dans la préfecture d'Osaka.
Il est devenu professionnel en octobre 1979 et  a été classé 9e dan à partir d'octobre 2005.
Bungo Fukusaki remporta le troisième tournoi des jeunes lions (Wakajishisen (ja)) en avril 1980 contre Torahiko Tanaka.
Il disputa quatre finales dont deux victorieuses pour des titres majeurs :
- le Judansen en 1986 (victoire contre Kunio Yonenaga) et 1987 (défaite face à Michio Takahashi) ;
- le Oza en 1996 (victoire contre Kōji Tanigawa) et 1997, défaite contre Yoshiharu Habu.